# Kodály Zoltán emlékezete Erdélyben
Kodály Zoltán emlékezete Erdélyben (1910-1984). Kodály Zoltán népdalfeldolgozásai, daljátékai is segítettek az erdélyi magyarságnak anyanyelvük és magyarságuk megtartásában.

## Kodály Zoltán az erdélyi magyarok közt
Kodály Zoltán (1882-1967) kapcsolata Erdéllyel 1910 nyarán kezdődött a népzenegyűjtés révén; ebben az esztendőben Csík megye népzenéjével ismerkedett, 1912-ben Csíkban és Udvarhely megyében, 1914-ben a bukovinai csángóknál, 1916-ban Bihar, 1943-ban pedig Szolnok-Doboka megyében gyűjtött magyar s Bartók egyik hangversenyrendezője szerint román népzenét is. Az anyagból – Bartók Bélával – közreadott 150 erdélyi népdalt (Erdélyi magyarság: népdalok. Budapest, 1923), s közreműködött a Magyar Népköltési Gyűjtemény XIV. köteteként megjelent Nagyszalontai gyűjtés szerkesztésében (Budapest, 1924). Temesvári és aradi (1934), majd kolozsvári jelenléte a hangversenypódiumon előadóként, ill. karmesterként (1943), valamint díszdoktorrá avatása (1944) is hozzájárult erdélyi népszerűségéhez.

## Kodály, a zenetudós
Zenetudósként Erdélyben 1917-ben mutatkozott be: Járosy Dezső, a temesvári Zenei Szemle első évfolyamában már közölte Ötfokú hangsorok a magyar népzenében c. tanulmányát, majd átvette kritikáit. A tanulmány bővítve a Székely Nemzeti Múzeum jubiláris emlékkönyvében is megjelent (1929). Írásaiból a Keleti Újság (1922), Ellenzék (1935, 1939), Pásztortűz (1939), Vasárnap (1939) közölt. 1974-ben a Téka-sorozatban Katona Ádám adott közre válogatást tanulmányaiból bevezetővel (Néphagyomány és zenekultúra).

## Kodály művek előadásai (1920-1948)
Az első hangszeres Kodály-művek – mai ismereteink szerint – Erdélyben az 1920-as évek elején hangzottak el Bartók Béla és Dömény Mária előadásában. Az ő példájukat követve tűzött műsorára Kodály hangszeres alkotásaiból F. Szalay Stefánia (1925), Rubinstein Erna (1928), Wechsler Ily (1928), Vásárhelyi Magda (1932), Pollermann Aranka (1933), B. Zsembery Elvira (1933), Szabó Géza (1933), Kozma Géza (1934), Bereczky Zoltán (1942), Gregor Klára (1943), később Erkel Sára, Antal Ilona, Halmos György, Ana Voileanu, George Iarosevici, Buzás Pál, Thurzó Sándor, Pataki Magda és mások, valamint a Waldbauer-, Haják-, Lakatos-, Végh-, Lefterescu- és a Drăgoi-kvartett.
Nagy hangszeres műveinek tolmácsolói között Vaszy Viktort (több itteni bemutatóval), Constantin Silvestrit, Aczél Ervint tartják számon. Vokál-szimfonikus alkotásaiból először Temesvárt és Aradon hangzott el a Psalmus Hungaricus Radu Urlăţeanu vezényletével (1934), ezt követte a Te Deum kolozsvári és nagyváradi megszólaltatása Zsizsmann Rezső (1939), majd Sugár Viktor vezénylésével (1941). A Missa Brevis kolozsvári bemutatója és marosvásárhelyi megismétlése Nagy István nevéhez kapcsolódik (Szabó Géza közreműködésével, 1948).
Népdalfeldolgozásaiból és dalaiból – Bazilides Mária (1927), Medgyaszay Vilma (1928) mellett – Sz. Ferenczy Zsizsi (1931), Török Erzsébet (1936), Gyenge Anna (1936), Moldován Melinda (1938), a második világháború után Sigmond Márta, Lengyel Xénia, Tóth Erzsébet, Kemény Klió adott elő Guttman Miklós, Láni Oszkár, Zsizsmann Rezső, Endre Béla, Szabó Géza, Rónai Antal, Maczalik Gabriella és mások zongorakíséretével.

## Háry János, Székelyfonó első bemutatói
Színpadi művei közül a Háry Jánost ismerte meg először a közönség a Kolozsvári Állami Magyar Színház előadásában, Stephanidesz József vezénylésével (1938). Tíz esztendő múlva a Kolozsvári Állami Magyar Opera ezzel a művel nyitotta meg kapuit, az előadást Rónai Antal vezényelte. Műkedvelő előadók vitték színpadra e darabot Pécskán 1949-ben Gulácsy Zoltán, Székelyudvarhelyen 1950-ben Balázs Ferenc és Marosvásárhelyen 1955-ben Székely Endre vezényletével. A főszerepekben Solymosán Magda és Gróf László (1938), Szentes Ferenc és Wilkovits Katalin (1948), majd Sass László és László Éva (1959) aratott szép sikert. A Székelyfonót 1950-ben mutatta be az Állami Magyar Opera Nagy István vezénylésével, de egyengették útját a közönség felé diákegyüttesek is.

## Kodály-kórusművek bemutatói
Legszélesebb körben gazdag tartalmú, színes nyelvezetű, a magyar s az egyetemes kórusirodalmat egyaránt jelentős értékekkel gyarapító énekkari művei váltak ismertté. Erdélyben legkorábban Domokos Pál Péter csíkszeredai diákkórusa szólaltatott meg Kodály énekkari műveiből, egyik-másik bemutatásával megelőzve Budapestet is (1926). A Kolozsvári Magyar Zenekonzervatórium kórusát Mihályffy Irén (1933) és Zsizsmann Rezső tanította be ilyen művekre. Jelentős szerepet játszott Kodály kórusművészetének az erdélyi zenei életbe való bevitelével Nagy István, előbb marosvásárhelyi, majd pedig kolozsvári kórusaival (1934-től kezdve). Nevéhez több országos bemutató kapcsolódik. A Dalosszövetség keretén belül elsőként ő énekeltetett az országos versenyek műsorában Kodály-alkotásokat (1938).
Nagy István kortársai közül Kotsis M. Cecília, Sarkadi Elek, Szabó Géza, Hoffmann Ferenc, Soós András, S. Czeglédy Emma, Benedek Kálmán, Adorjáni Dezső, Incze János, Kiss Elek, Szántó Béla, Bágya András, Andrási Ede, Lukácsi László tette magáévá a korszerű kórusmozgalom művészetét, a fiatalabbak közül nagyobbára Nagy István tanítványai. Művészi tevékenységének magas szintű erdélyi értékelését Kodály maga a kolozsvári tanítóképzők Nagy István vezette vegyes karának ajánlott művel juttatta kifejezésre (Balassa Bálint elfelejtett éneke, 1942).

## Ünnepi hangversenyek, rádióadások
Kodály lelkes hívei révén az egyes művelődési központok már az 1920-as évek elejétől kezdték rendszeresebben megismerni a mester alkotásait. Ünnepi hangversennyel Kolozsvár (1933, 1939, 1942-43, 1948, 1952-53, 1957-58), Zilah (1934), Nagyvárad (1942-43, 1972), Marosvásárhely (1948, 1955, 1957, 1958), Székelyudvarhely (1972) köszöntötte. A romániai rádióállomások 1950-52 óta magyar adásaik keretében egészen az 1980-as évek elejéig rendszeresen műsorra tűzhettek Kodály-kórusokat.

## Zenei szakirodalom Kodályról Romániában
Az erdélyi zenekritikusok már az 1920-as évek elején felfigyeltek Kodály életére, munkásságára, s ettől kezdve tájékoztatták az olvasókat küzdelmeiről, elért eredményeiről, a kibontakozó életműről. Ezt a funkciót éveken át Járosy Dezső lapja, a Zenei Szemle teljesítette (1917-25). A zeneszerző Kodály jelentőségét, helyét a modern magyar zene kibontakozásában Erdélyben először Lakatos István fogalmazta meg (1923, 1933). Mezey Zsigmond az egyetemes zenetörténet folyamatában érzékeltette rendkívüli szerepét (1925).
Kodály hívei nyomon követték munkáinak megjelenését, Lányi Ernő például a Sajátos dallamszerkezet a cseremisz népzenében c. kötetet, Rajka László az Ötfokú hangsorról szóló dolgozatot, Szegő Júlia A zene mindenkié! c. válogatást ismertette. Művészetének esztétikai szempontok érvényesítésével önálló kötetet szánt Szőllősy András (1943), kórusműveinek elemzését nyújtotta Gagybátori E. László. Gyűjtőútjait Imets Dénes és Könczei Ádám elevenítette fel (1958, 1972), zenepedagógiai módszerét Szenik Ilona (1969, 1971) és Szász Károly (1972) tanulmányozta, a zenepedagógus portréját Csire József rajzolta meg (1972), népzenegyűjtésének példáját Jagamas János követte (1973), oktatásának gyakorlati alkalmazását Szabó Csaba sürgette (1974). Nagy művei közül a Psalmus Hungaricus bemutatásának román és magyar sajtóvisszhangját dolgozta fel Pintér Lajos (1979).

## Kodály-évfordulók ünneplései, zenei tanulmányai
Évfordulókon vagy más alkalmakkor előadások, bevezetők hangzottak el azzal a céllal, hogy művészetét közelebb hozzák a közönséghez. Járosi Andor és Viski János Kolozsvárt az ötvenéves Kodályt köszöntötte (1933), Nagy István Marosvásárhelyen és a szászfenesi Szabadegyetemen beszélt művészetéről (1937), Vásárhelyi János a református iskolák kolozsvári hangversenye előtt méltatta (1939), László Dezső a református teológia férfikarának körútján népszerűsítette (1939). Domokos Pál Péter és Farkas Ferenc Kolozsvárt, Kiss Árpád Sepsiszentgyörgyön tett hitet az új magyar művészet megalapozója mellett (1942-43), Salamon Sándor a Mikó Kollégium (1946), Kemény János és Szegő Júlia a KZST ünnepi ülésének szónoka (1947), Lakatos István a Missa brevis marosvásárhelyi előadását vezette be (1948), az egykori Kodály-tanítvány, Cornel Givulescu és Szenik Ilona a G. Dima-főiskola megemlékezésein szólott róla (1953, 1958), Benkő András a kolozsvári Zeneiskolában (1956), Nagy István kamarakórusának ünnepi hangversenyén (1957) beszélt a szerzőről és életművéről, Csire József Medgyesen és Bukarestben tartott Kodályról előadást (1972).
A születésének, utóbb halálának évfordulóin megjelenő írások újra meg újra felvillantották életének, munkásságának egy-egy vonását, megfogalmazták a zeneszerző, zenetudós, a nevelő hozzájárulását az új magyar művészet megalapozásához, fejlődéséhez, utaltak a zene történetében elfoglalt szerepére. A Kodállyal kapcsolatos megnyilvánulásoknak hosszabb időn át Kéki Béla és Lakatos István volt hűséges krónikása, kritikusa, s az ő példájukat követték az újabb nemzedékek. 1934-től kezdve Kodály kisebb-nagyobb művei száznál nagyobb számban jelentek meg nyomtatásban a romániai magyar tankönyvekben, folyóiratokban, különböző gyűjteményekben, főleg az Erdélyi Iskola, Művelődési Útmutató, Művelődés, Napsugár hasábjain.

## Kodály születésének 100. évfordulóján
Születésének századik évfordulóján ünnepi Kodály-számot adott ki a Korunk, Igaz Szó (1982/12) és az Utunk (1982/49), nevét vette fel a kőrispataki vonósnégyes, egy kolozsvári népi együttes és a mérai vegyes kar. A centenáriumi anyagból Utunk Kodályhoz címen László Ferenc szerkesztésében emlékkönyvet jelentetett meg a Kriterion Könyvkiadó. Az ünnepelt személyéhez kapcsolódó mozzanatokra többen is emlékeztek ebben a kötetben: Keppichné Molnár Irma a Psalmus Hungaricus "házi" bemutatóját, Lakatos István, Szabó Géza, Cornel Țăranu egy-egy találkozását idézte fel, Jagamas János a nevelőt helyezte előtérbe, Dánielisz Endre Arany János szülőföldjével való kapcsolatát elevenítette fel, Muzsnay Árpád Fatáné Koncz Julianna emlékeit vetette papírra. Kodály-leveleket tett közzé Benkő András, Szabó Csaba, Szegő Júlia, Szekernyés János.
A Kodály Zoltánról szóló tanulmányok, megemlékezések gazdag tárházában népzenei forráskutatások, zenei műelemzések és zenepedagógiai, esztétikai, könyvészeti feldolgozások is szerepelnek. Születésének századik évfordulóján emlékbeszédet tartott Bukarestben Bács Lajos, Kolozsvárt és Szamosújvárt Almási István, Nagyváradon Barna Barnabás, Gheorghe Moldovan és Tuduka Oszkár, Szászrégenben George Sbârcea, Désen és Kolozsvárt Benkő András.

## Kodály az erdélyi szépirodalomban
Kodály alakjának és művészetének népszerűsítésében jelentős szerep jutott a szépirodalomnak: esszét Szentimrei Jenő, Tamási Áron, Lászlóffy Aladár írt, verset a centenáriumra Bartis Ferenc, Czegő Zoltán, Ferencz Imre, Kányádi Sándor, Oláh István, Palocsay Zsigmond, Szepesi Attila, Váli József, Veress Zoltán.

## Kodály az erdélyi képzőművészetben
A képzőművészetben rajz, szobor, metszet formájában Makkai Piroska (1933, 1967), Luka Ily (1933), Nagy Pál (1963), Széchy András (1967), Szekernyés Márton (1972) örökítette meg, az 1982-es centenáriumra művéhez kötődő képzőművészeti alkotással jelentkezett Adorjáni Endre, Balázs Imre, Bardócz Lajos, Csutak Levente, Deák Ferenc, Kádár Tibor, Ioan Kett Groza, Paulovits László, Székely József és Tőrös Gábor. Zenei művekkel Márkos Albert, Terényi Ede, Vermesy Péter áldozott Kodály emlékének.